# Kenta Kawai
Kenta Kawai (川井 健太 Kawai Kenta?), född 7 juni 1981 i Ehime prefektur, är en japansk före detta fotbollsspelare.
Kawai började sin karriär 2004 i Ehime FC. Han spelade 24 ligamatcher för klubben. Han avslutade karriären 2006.